# Bustares
Bustares – gmina w Hiszpanii, w prowincji Guadalajara, w Kastylii-La Mancha, o powierzchni 30,38 km². W 2011 roku gmina liczyła 81 mieszkańców.